# Philippe Lellouche
Pour les articles homonymes, voir Lellouche.
Philippe Lellouche, né le 30 mars 1966 à Ramat Gan (Israël), est un acteur, réalisateur, animateur de télévision et chanteur franco-israélien.
Il est le frère aîné de l'acteur Gilles Lellouche.

## Biographie
Philippe Lellouche naît le 30 mars 1966 à Tel HaShomer (quartier de Ramat Gan) en Israël.
Après des études de journalisme, Philippe Lellouche entre à France Inter où il anime une émission humoristique. Il devient ensuite reporter d'investigation et travaille un temps sur TF1 avant de rejoindre l'équipe d'Envoyé spécial sur France 2. Il est alors repéré par Marion Sarraut qui lui offre un rôle dans la série télévisée Une femme d'honneur. Il enchaîne alors les rôles plus ou moins importants et se fait notamment remarquer dans Michel Vaillant, produit par Luc Besson et Narco, coréalisé par son frère Gilles Lellouche.
Encouragé par son entourage à monter sur scène, il écrit un premier one-man-show mais c'est surtout avec la pièce Le Jeu de la vérité qu'il écrit et interprète avec celle qui deviendra son épouse, Vanessa Demouy, et les comédiens David Brécourt et Christian Vadim qu'il rencontre le succès. La pièce est un triomphe et donnera lieu à une suite, Le Jeu de la vérité 2. Ces deux pièces sont jouées plusieurs centaines de fois et leurs captations vidéos sont régulièrement diffusées à la télévision[réf. nécessaire]. Depuis 2009, sa troisième pièce, toujours interprétée par la même troupe, se joue à guichet fermé à travers toute la France et a été diffusée en direct sur France 4 le 14 octobre 2011.
En février 2010, Philippe Lellouche participe à l'émission Cactus, animée par Géraldine Muhlmann et diffusée sur Paris Première. Amené à débattre — aux côtés de Christine Boutin, Robert Ménard, Rokhaya Diallo et Claude Askolovitch — du court-métrage d'animation Le Baiser de la Lune, il désapprouve sa diffusion dans les écoles primaires : « qu'est-ce qu'on va montrer ça à des enfants en primaire ! », signalant de surcroît une « sensibilisation à l'homosexualité ».
En juillet 2011, il tourne en Bretagne le film Nos plus belles vacances dont il assure la réalisation avec, outre ses trois acolytes habituels, un casting d'amis dans lequel on retrouve Gérard Darmon et Julie Gayet. Il est invité par Jean-Félix Lalanne à chanter Quand j'étais chanteur pour son album Une voix, une guitare. Depuis mars 2015, il coprésente sur RMC Découverte la déclinaison française de Top Gear avec Bruce Jouanny, ancien pilote, notamment lors des 24 Heures du Mans, et Yann Larret-Menezo alias « Le Tone », ancien rédacteur en chef du magazine Intersection. Il anime à partir d’octobre 2019, Lellouche à l’affiche sur la radio RMC, en semaine de 14h à 16h. Avec ses chroniqueurs, il décrypte la société et l’actualité d’une manière décalée. Il est licencié le 3 juin 2020, avant la fin de la saison, à la suite de propos jugés sexistes et misogynes.

### Vie privée
Philippe Lellouche est le frère aîné de l'acteur Gilles Lellouche. Il a été naturalisé français.
De l'été 2001 jusqu'en septembre 2017, il est en couple avec Vanessa Demouy. Ils ont deux enfants ensemble : un fils, Solal, né le 17 mai 2003 et une fille, Sharlie, née le 5 mai 2011.
Le 26 juin 2010, ils se marient dans le parc du château de la Garenne de Launay, à Douchy(Loiret)
Philippe Lellouche est aussi le père de Sam, né en 1995 d'une précédente union.
En septembre 2017 Vanessa Demouy annonce officiellement leur rupture.
En mars 2018, il s'affiche avec sa nouvelle compagne, Vanessa Boisjean, une maquilleuse et coiffeuse professionnelle. Ils deviennent parents d'une petite fille née le 17 juillet 2018. En janvier 2024, il révèle que son épouse était le bébé dont il est question dans le tube de Jean-Jacques Goldman Elle a fait un bébé toute seule.
Il est un hôte assidu de Sainte-Maxime.

## Filmographie

### Acteur

#### Cinéma
- 2000 : Lise et André de Denis Dercourt : Un agresseur
- 2001 : Boomer de Karim Adda : Francky
- 2003 : Michel Vaillant de Louis-Pascal Couvelaire : José
- 2004 : Narco de Tristan Aurouet et Gilles Lellouche : Hervé, le prof d'EPS
- 2008 : Parking réservé de Philippe Lellouche : L'avocat handicapé (épisode de Scénarios contre les discriminations)
- 2010 : Camping 2 de Fabien Onteniente : Philippe, le collègue de travail de Jean-Pierre qui lui réserve des vacances au camping pour le déstresser
- 2011 : Mineurs 27 de Tristan Aurouet : Fabrice Herrera
- 2011 : Bienvenue à bord d'Éric Lavaine : William, coach sportif qui se fait passer pour gay pour approcher des femmes
- 2012 : Nos plus belles vacances de Philippe Lellouche : Claude
- 2014 : Le Jeu de la vérité de François Desagnat : Jules
- 2014 : Tu veux ou tu veux pas de Tonie Marshall : Bruno
- 2016 : Camping 3 de Fabien Onteniente : Stéphane Carello, le nouveau directeur du camping
- 2017 : Chacun sa vie de Claude Lelouch : Philippe
- 2017 : Nos années folles de André Téchiné : homme au comptoir
- 2019 : La Vertu des impondérables de Claude Lelouch : l'inspecteur
- 2021 : L'amour c'est mieux que la vie de Claude Lelouch : Philippe
- 2022 : Simone, le voyage du siècle d'Olivier Dahan : Serge Klarsfeld
- 2023 : Alibi.com 2 de Philippe Lacheau : le mari

#### Doublage
- 2016 : Le Monde de Dory d'Andrew Stanton : Hank le poulpe

#### Télévision
- 1997 : Une femme d'honneur : Antoine Lefebvre (Saison 1 épisode 2 : Pirates de la route)
- 1999 : Jacotte
- 2000 : Docteur Sylvestre
- 2001 : Belle Grand Mère "La Trattoria" : Enzo
- 2006 : Famille d'accueil (TV)
- 2015-2022 : Top Gear France
- 2015-2018 / 2023 : Clem : Xavier Ferran (série télévisée, saisons 5 à 8 et 13)
- 2022 : Le Grand Restaurant : La guerre de l'étoile de Pierre Palmade
- 2024 : Scènes de ménages - prime time Plans sur la comète : Philou
- 2024 : R.I.P. Aimons-nous vivants ! de Frédéric Berthe : Frédo

### Réalisateur
- 1995 : Poker coécrit avec Cédric Brenner, avec Martin Lamotte (court métrage au profit du CRIPS)
- 2008 : Parking réservé, avec Bruno Putzulu et Vanessa Demouy
- 2012 : Nos plus belles vacances, avec Gérard Darmon, Julie Gayet
- 2013 : Un prince (presque) charmant, avec Vincent Perez, Vahina Giocante

## Théâtre

### Auteur
- 2004 : One Man Show à trois
- 2005 : Le Jeu de la vérité
- 2006 : Le Jeu de la vérité 2 et l'adaptation cinématographique de la pièce
- 2007 : J'en ai marre d'être juif, j'ai envie d'arrêter, Le Cherche midi
- 2009 : Boire, fumer et conduire vite
- 2014 : L'Appel de Londres, mise en scène Marion Sarraut
- 2016 : Tout à refaire
- 2017 : Le Temps qui reste

### Comédien
- 2004 : One man show à trois de Philippe Lellouche et Laurent Spielvogel, avec Les Demi-frères
- 2005-2006 : Le Jeu de la vérité de Philippe Lellouche, mise en scène de Marion Sarraut
- 2007-2008 : Le Jeu de la vérité 2 de Philippe Lellouche, mise en scène Philippe Lellouche et Morgan Spillemaecker, Théâtre des Mathurins
- 2009 : Le siècle sera féminin ou ne sera pas de Dominique Coubes et Nathalie Vierne
- 2009 : Boire, fumer et conduire vite de Philippe Lellouche, mise en scène Marion Sarraut et Agathe Cémin
- 2010 : Boire, fumer et conduire vite de Philippe Lellouche, mise en scène Marion Sarraut, Théâtre de la Renaissance
- 2014 : L'Appel de Londres de Philippe Lellouche, mise en scène Marion Sarraut
- 2015 : Vous êtes mon sujet de Didier van Cauwelaert, mise en scène Alain Sachs, Théâtre de La Garenne Colombes, diffusion sur France 2 le 17 février
- 2016 : Tout à refaire de Philippe Lellouche, mise en scène Gérard Darmon, Théâtre de la Madeleine
- 2017-2018 : Le Temps qui reste de Philippe Lellouche, mise en scène Nicolas Briançon, Théâtre de la Madeleine
- 2019-2020 : L'Invitation de Hadrien Raccah, mise en scène Philippe Lellouche, Théâtre de la Madeleine et tournée
- 2021 : Les Grandes ambitions de Hadrien Raccah, mise en scène Philippe Lellouche, théâtre de la Madeleine
- 2022 : Le Tourbillon de et mise en scène Francis Veber, théâtre de la Madeleine
- 2024 : One man show de Philippe Lellouche en tournée à partir de mars

### Metteur en scène
- 2006 : Jour de neige d'Elsa Valensi et Élisabeth Bost
- 2007 : Le Jeu de la vérité de Philippe Lellouche, co-mise en scène Morgan Spielmacker
- 2008 : Le Jeu de la vérité 2 de Philippe Lellouche, co-mise en scène Morgan Spillemaecker, Théâtre des Mathurins
- 2008 : Double jeu de et avec Jean-Félix Lalanne
- 2018 : Moi non plus de Bertrand Soulier, théâtre de la Madeleine
- 2019 : L'Invitation de Hadrien Raccah, Théâtre de la Madeleine
- 2021 : Les Grandes ambitions de Hadrien Raccah, théâtre de la Madeleine

### Chanteur
- Où sont les slows ? (2018)